# Ruby Grierson
Ruby Isabel Grierson (24 de noviembre de 1903 - 17 de septiembre de 1940) fue una realizadora de documentales escocesa y una autoridad en el movimiento documental temprano. Su hermano John Grierson y su hermana menor Marion Grierson también hicieron películas.

## Primeros años de vida
Grierson nació en Cambusbarron, Stirlingshire, de Jane Anthony, una maestra de Ayrshire, una activista del Partido Laborista que con frecuencia ocupaba la presidencia en las reuniones electorales de Tom Johnston y una fue una sufragista, y el principal de escuela Robert Morrison Grierson de Boddam, cerca de Peterhead. Tenía siete hermanos: Agnes, Janet, Margaret, John, Anthony, Dorothy y Marion. En 1906, Margaret falleció. Su familia frecuentemente albergaba animados debates sobre temas sociales y se dice que Ruby heredó su pasión por las causas de su madre. Todos los niños fueron educados en una escuela local donde su padre era director y todos, excepto Margaret, asistieron a la Universidad de Glasgow.

## Carrera
Durante un tiempo, Grierson trabajó como una maestra en Edimburgo en una escuela para niñas y en el verano trabajaba para la compañía de cine de GPO. Luego dejó su trabajo como maestra para trabajar en la realización de documentales a tiempo completo en la compañía de cine de Empire Marketing Board. Su hermano, John, y su hermana menor, Marion, también trabajaban en la compañía y ella seguiría haciendo sus propias películas.
El compromiso de Grierson con respecto al pacifismo y sus puntos de vista políticos informaron su trabajo en el cine y, por lo general, se centraron en las dificultades diarias de la vida.

## Muerte y legado
En 1940, estaba haciendo una película sobre la evacuación de niños británicos a Canadá bajo la patrocinio de la Junta Nacional de Cine de Canadá. Estaba en el transatlántico SS City of Benares cuando fue torpedeado en medio del océano del Atlántico. Ella estaba entre los asesinados.
La muerte de Grierson afectó mucho a su familia, incluido su hermano mayor, el "padre del documental", John Grierson. Después de su muerte, enfatizó su contribución al cine en varios episodios de su programa de televisión, Este Maravilloso Mundo y su libro, Grierson en el documental.
En noviembre de 2022, los trabajos de Ruby y su hermana Marion se presentó en la exposición GLEAN en el City Art Centre de Edimburgo de 14 de las primeras fotógrafas que trabajaban en Escocia. La exposición también incluyó fotografías y películas de Helen Biggar, Violet Banks, Christina Broom, Mary Ethel Muir Donaldson, Isobel Wylie Hutchison, Johanna Kissling, Margaret Fay Shaw y Margaret Watkins

## Filmografía
- Problemas de vivienda (Arthur Elton, Edgar Anstey, John Taylor, 1935), Ruby Grierson, asistentes no acreditados[3]
- Pueblo de Gran Bretaña (Ruby Grierson, 1936)[3]
- Londres se despierta (Ruby Grierson, 1936)[3]
- Hoy y mañana (Ruby Grierson, 1936)[3]
- Vivimos hoy (Ruby Grierson y Ralph Bond, 1937)[3]
- Animal Kingdom: el zoológico y tú (Ruby Grierson, 1938)[3]
- Animales en guardia (Ruby Grierson, 1938)[3]
- Carga para Ardrossan (Ruby Grierson, 1939)[3]
- Elige queso (Ruby Grierson, 1940)[3]
- Alimentos verdes para la salud (Ruby Grierson, 1940)[3]
- Seis alimentos para estar en forma (Ruby Grierson, 1940)[3]
- ¿Que hay para cenar? (Rubí Grierson, 1940)[3]
- Ellos también sirven (Ruby Grierson, 1940)[3]